# Кокалзинью-ди-Гояс
Кокалзинью-ди-Гояс (порт. Cocalzinho de Goiás) — муниципалитет в Бразилии, входит в штат Гояс. Составная часть мезорегиона Восток штата Гойяс. Входит в экономико-статистический микрорегион Энторну-ду-Дистриту-Федерал. Население составляет 17 779 человек на 2006 год. Занимает площадь 1787,994 км². Плотность населения — 9,9 чел./км².

## Статистика
- Валовой внутренний продукт на 2003 год составляет 57 321 550,00 реалов (данные: Бразильский институт географии и статистики).
- Валовой внутренний продукт на душу населения на 2003 год составляет 3509,55 реалов (данные: Бразильский институт географии и статистики).
- Индекс развития человеческого потенциала на 2000 год составляет 0,704 (данные: Программа развития ООН).